# Andrena potentillae
Andrena potentillae là một loài Hymenoptera trong họ Andrenidae. Loài này được Panzer mô tả khoa học năm 1809.